# Never Let You Go (canção de Mando)
"Never Let You Go" (em português: "Nunca deixar-te ir") foi a canção que representou a Grécia no Festival Eurovisão da Canção 2003 que teve lugar em Riga, Letónia em 25 de maio desse ano.
A referida canção foi interpretada em inglês ( a primeira vez que a Grécia enviou ao Festival Eurovisão da Canção uma canção sem qualquer palavra em grego) por Mando. A canção foi  disco de ouro na Grécia. Foi a décima-sétima canção a ser interpretada na noite do festival, a seguir à canção da Ucrânia "Hasta la Vista", interpretada por Oleksandr Ponomaryov e antes da canção da Noruega "I'm Not Afraid To Move On", cantada por Jostein Hasselgård. Mando terminou em décimo-sétimo lugar (entre 26 participantes), tendo recebido um total de 25 pontos.No ano seguinte, em Festival Eurovisão da Canção 2004, a Grécia foi representada por  interpretada por Sakis Rouvas que interpretou o tema "Shake it".

## Autores
- Letrista: Teri Siganos
- Compositor: Mando

## Letra
A canção é uma balada dramática, com a cantora dizendo ao seu amante todas as coisas que ela deveria fazer por ele, mas dando ênfase que ela "não deveria deixá-lo ir"

## Faixas
1. "Never Let You Go" (Euro Version) - 3:02
2. "Never Let You Go" (Original Version)- 4:19
3. "Never Let You Go" (Greek Version)- 4:20
4. "Never Let You Go" (Dance Mix) - 4:22
5. "Never Let You Go" (Extended Club Mix) - 5:54